# Perseo matando al dragón
Perseo matando al dragón  (en el original en francés, Persée tuant le dragon) es un óleo sobre lienzo del pintor franco-suizo Félix Vallotton, creado en 1910. La pintura se conserva en el Museo de Arte e Historia de Ginebra.

## Historia
En 1911 el cuadro se expuso en el Salón de Otoño,  pero no tuvo éxito, ya que la obra se alejaba mucho del tema artístico clásico en el que se inspiraba.  La pintura fue adquirida por el museo de Ginebra en 1974. 

## Descripción

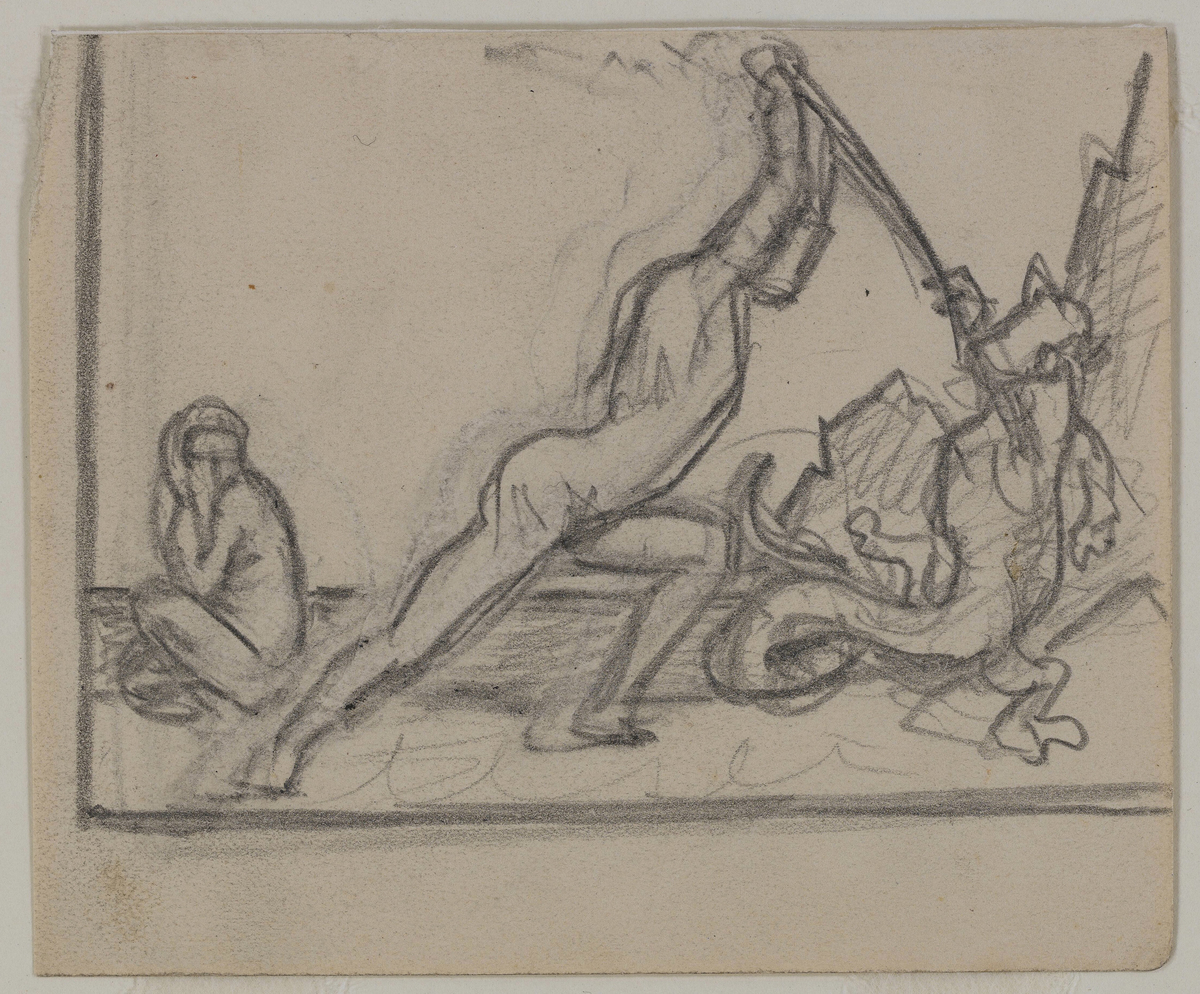
Un estudio para la obra, hoy en Ginebra.

El cuadro representa el rescate de la princesa Andrómeda por parte del héroe Perseo, que vence al monstruo marino que quería devorarla. A este episodio de la mitología griega Vallotton también dedicó el cuadro Andrómeda de pie y Perseo de 1918. Sin embargo, este cuadro presenta una versión contemporánea irónica y extravagante del mito, lo que lo diferencia de los pintados en el pasado sobre el mismo tema: el monstruo marino tiene la apariencia de un cocodrilo burlón (a pesar de que en un boceto tenía apariencia de dragón marino),  sentado sobre su cola y con sus patas traseras en el aire, pareciendo jugar con la vara que Perseo le ha clavado con fuerza;  Perseo no tiene armadura ni espada, ni va acompañado del corcel alado Pegaso, sino que lucha completamente desnudo y armado únicamente con un palo.  Parece más aburrido que furioso. Andrómeda tampoco está encadenada a una roca, lo que subraya lo absurdo de esta lucha, dado que la mujer pudo escapar pero no lo hace.   Vallotton representa así a una Andrómeda arrodillada sin cadenas, congelada con una mueca de disgusto tanto por el choque como por Perseo, mostrado en una virilidad combativa completamente inútil. 